# Мачу-Пикчу
Ма́чу-Пи́кчу (Machu Piсchu, в переводе с кечуа — «старая гора») — древний город Империи инков в Южной Америке, находящийся на территории современного государства Перу, в шести километрах от посёлка Агуас-Кальентес. Расположен на вершине горного хребта на высоте 2400 метров над уровнем моря, господствующего над долиной реки Урубамбы. В 2007 году был удостоен звания Нового чуда света.
Испанские конкистадоры так и не добрались до Мачу-Пикчу, и, как следствие, город не был разрушен ими. Вероятно, большинство его обитателей умерло от натуральной оспы, занесённой путешественниками, ещё до испанского завоевания. 

## История и архитектура

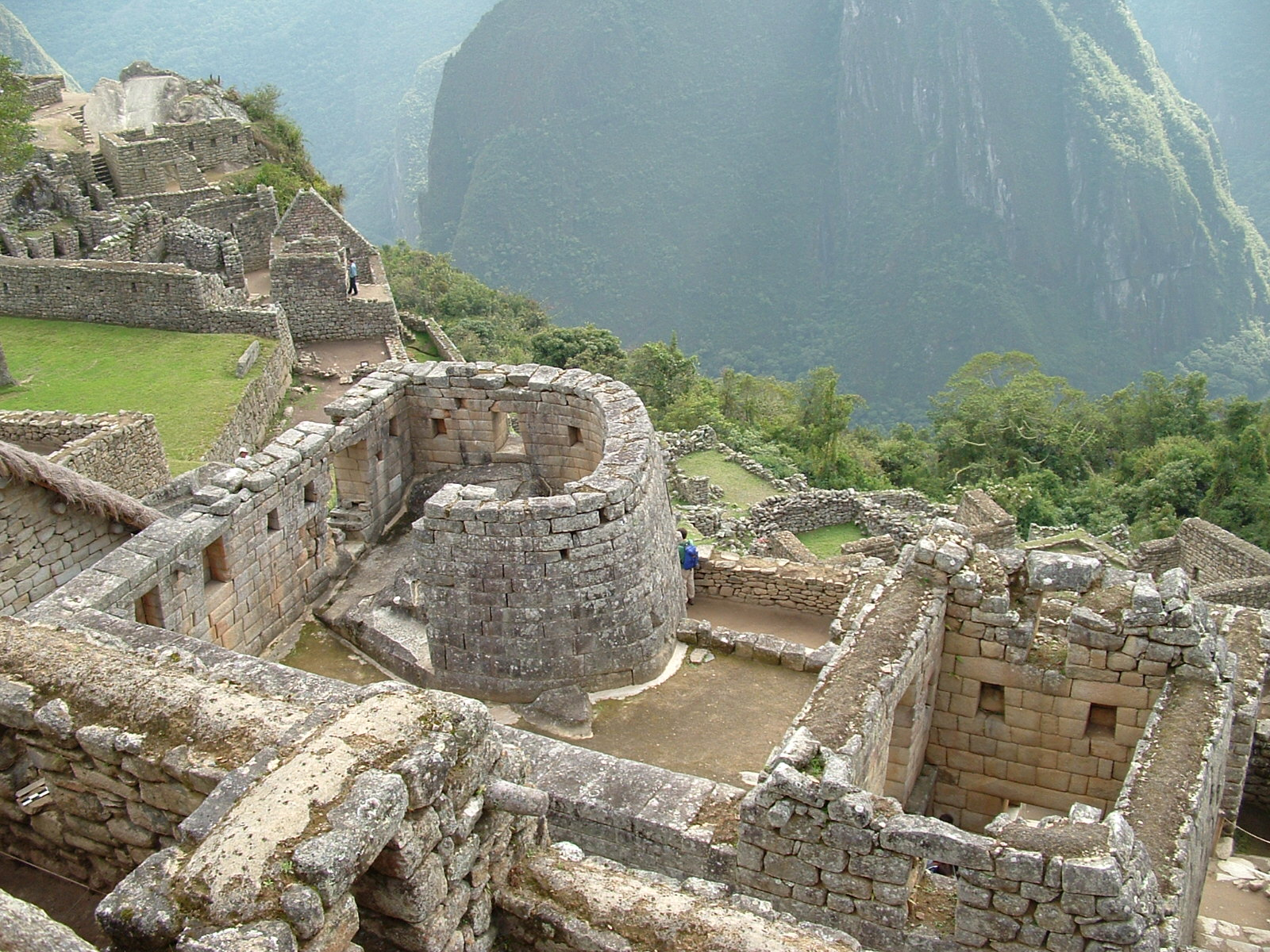
Храм солнца в Мачу-Пикчу

Город был открыт американским исследователем из Йельского университета, профессором Хайрамом Бингемом 24 июля 1911 года после того, как лётчики увидели Мачу-Пикчу с самолёта.
Большинство исследователей сходятся на мнении, что Мачу-Пикчу построен Пачакутеком в качестве императорской резиденции, а также с намерением увековечить его имя в истории. Он был построен приблизительно в 1450 г., но заброшен в следующем столетии. Согласно новейшим исследованием, он был населён с 1420 по 1532 года. Возможно, инки называли город Huayna Picchu или просто Picchu.

Мачу-Пикчу был третьим среди подобных резиденций-святилищ. Его размеры достаточно скромны: в нём видны остатки не более 200 сооружений. В основном это храмы, резиденции, склады и другие помещения для общественных нужд. Большей частью они сложены из хорошо обработанного камня, плотно пригнанных друг к другу плит. Полагают, что в нём и вокруг него проживало до 750 человек, которые поклонялись там богу Солнца Инти, возделывали новые земли и возводили города на террасах.
Полигональная кладка
Американские исследователи Ричард Бюргер и Люси Салазар из Йельского университета, опираясь на материалы испанской хроники XVI века, выдвинули предположение, что это была зимняя резиденция Пачакутека. В летнее время — во время сезона дождей — в городе, возможно, оставалось не больше 200 человек. Позже, после крушения империи инков, город утратил своё значение, и жители покинули его навсегда, хотя город мог опустеть и из-за натуральной оспы, занесённой путешественниками.
В юго-восточной оконечности Мачу-Пикчу каменщики возвели две внушительные конструкции, которые Бингем считал работой «мастеров-художников», — полукруглую башню и примыкающее к ней строение.
Сходство этой башни с закруглённой секцией храма Солнца в Куско заставило его дать своей находке такое же название. Комплекс, состоящий из самой башни и прилегающих к ней строений, позже названный перуанцами Эль-Торреон («бастион») за сходство со средневековой крепостью, служил (как предполагается) одновременно и небольшим укреплением, и святилищем. Башня была возведена вокруг нетронутого куска естественной скалы, отёсанного и превращённого в алтарь. Под башней находился грот. Бингем предполагал, что в нём находятся мумии правителей инков, но учёные считают, что он, скорее, служил помещением для каких-то ритуальных действий. Тем более, что неподалёку был обнаружен священный инкский крест — чакана.
После раскопок и приведения его в порядок Эль-Торреон показал всю свою красоту и точность архитектуры, которой он отличался ещё четыре столетия назад. Лестница перед Домом принцессы вела к башне, откуда трапециевидное окно позволяло смотреть на красивую долину, раскинувшуюся внизу. Это окно могло использоваться жрецами для наблюдения за перемещением солнца во время зимнего солнцестояния.
Примыкающее к западной стене храма небольшое закрытое помещение, называемое «Украшенной комнатой», стало ярким свидетельством великолепного мастерства инкских каменщиков: два громадных блока её фундамента с вырезанными в трёх измерениях 32 вершинами плотно прилегали к соседним глыбам. В восточной части площади расположился «Храм трёх окон». Эти три окна в форме трапеции, выходящие на восток, имели по бокам «слепые окна» таких же размеров, которые могли служить нишами. Если верить местной исторической хронике, первый правитель инков приказал построить храм на том месте, где он родился — в Тамбо-токо. В нём должны были быть три окна, символизирующих собой пещеры, «дом его предков по отцовской линии, от которых он ведёт своё происхождение». Бингем считал, что в Мачу-Пикчу как раз и находится это место, однако это предположение противоречило достоверным свидетельствам о том, что архитектурный стиль Мачу-Пикчу относился к позднему инкскому периоду.

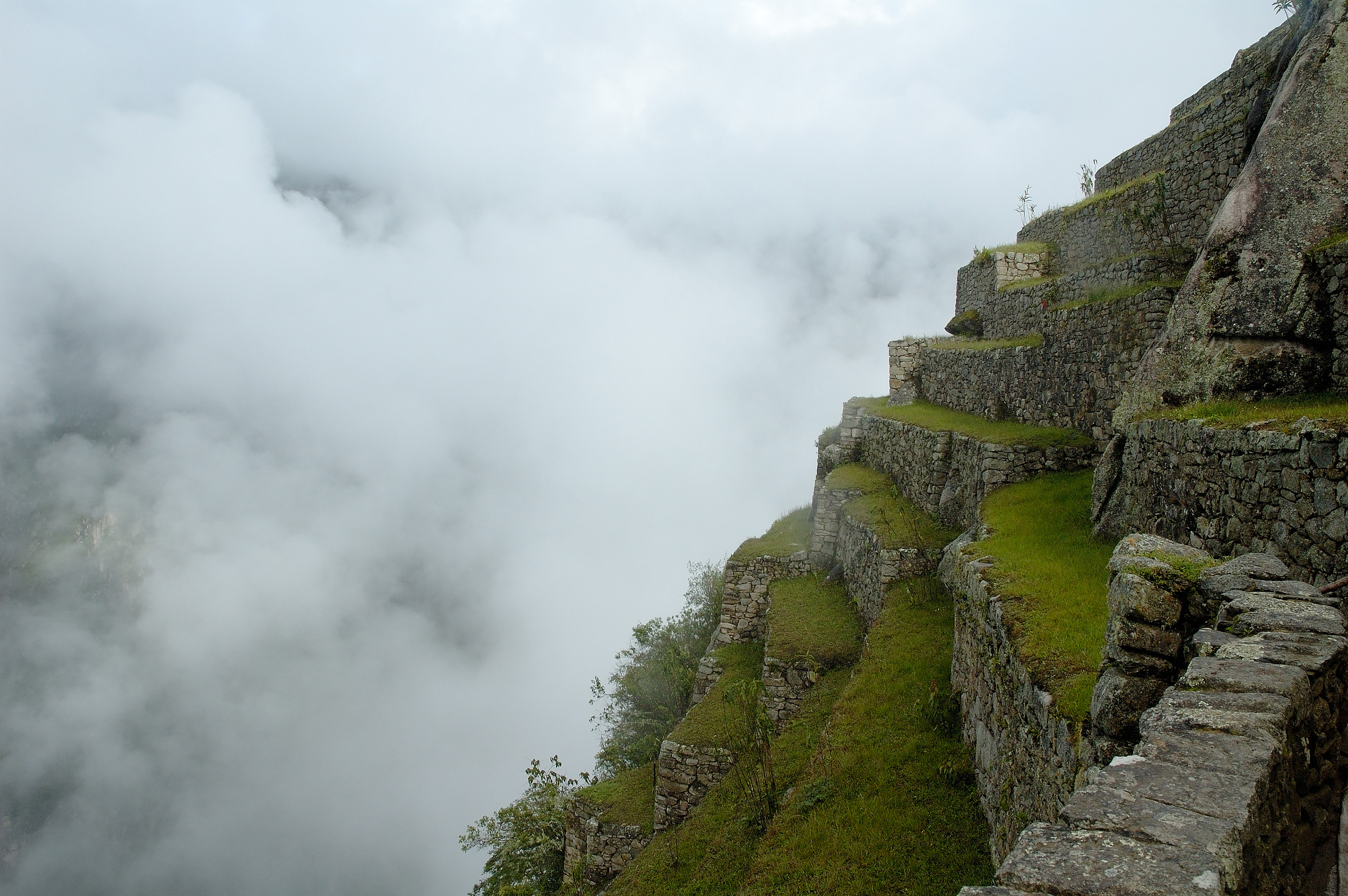
Террасы Мачу-Пикчу

Гранитный склон с террасами и длинная лестница вели от Священной площади на вершину скалы; добраться туда можно было с большим трудом. На вершине скалы находился большой вырубленный многоугольный камень интиуатана, или «место, где привязано солнце» (в художественном переводе инти означает «солнце»; уата — «привязывать»). Бингем предполагал, что здесь инки символически «привязывали» солнце, чтобы оно не убегало от них во время зимнего солнцестояния. «Те жрецы, — писал он, — которые могли двадцать первого или двадцать второго июня остановить движение солнца и „привязать“ его к каменному столбу в одном из храмов, пользовались у инков особым уважением и почётом».
Этот впечатляющий камень, вырубленный в скале, мог быть и солнечной обсерваторией, где жрецы определяли лучшее время для начала сева или сбора урожая, следя за исчезновением теней от солнца во время осеннего и весеннего равноденствия. Жрецы засыпали камень ворохами цветов и трав, в частности, во время инти райми — в июне и декабре устраивались великолепные праздники Солнца. Жители Мачу-Пикчу, по-видимому, собирались возле интиуатаны, где в течение нескольких дней проводили религиозные обряды с изваяниями божеств, распевали исполненные музыкальной гармонии гимны и молились.

Постройки в Мачу-Пикчу.

Дорога из Мачу-Пикчу в Куско — образец искусства инкских строителей. Даже в сезон дождей дорога оставалась в прекрасном состоянии. Вся Империя была охвачена широкой сетью коммуникаций протяжённостью примерно в 40 000 км. Дороги в государстве инков имели, прежде всего, стратегическое значение: по ним должны были проходить войска. Кроме того, дороги способствовали культурному обмену между всеми областями государства. Благодаря дорогам люди учились друг у друга искусству керамики, ткачества, обработки металлов, архитектуры и строительства.
Инки не знали колеса, и горные дороги чаще всего были ступенчатыми. Те, что проходили по океанскому побережью, специально огораживались с двух сторон глинобитными стенами, защищавшими от солнца, ветра и песчаных заносов. Если на пути встречалась болотистая низина, на ней делали насыпь. Через реки строили каменные и перекидывали подвесные канатные мосты, которые у инков считались священными объектами — того, кто повредит мост, ожидала смерть.
Наследники андских культур и по сей день считают Мачу-Пикчу символом их связи с великой цивилизацией прошлого, частью истории, которую завоеватели не смогли стереть из памяти местных жителей.

## Современное состояние

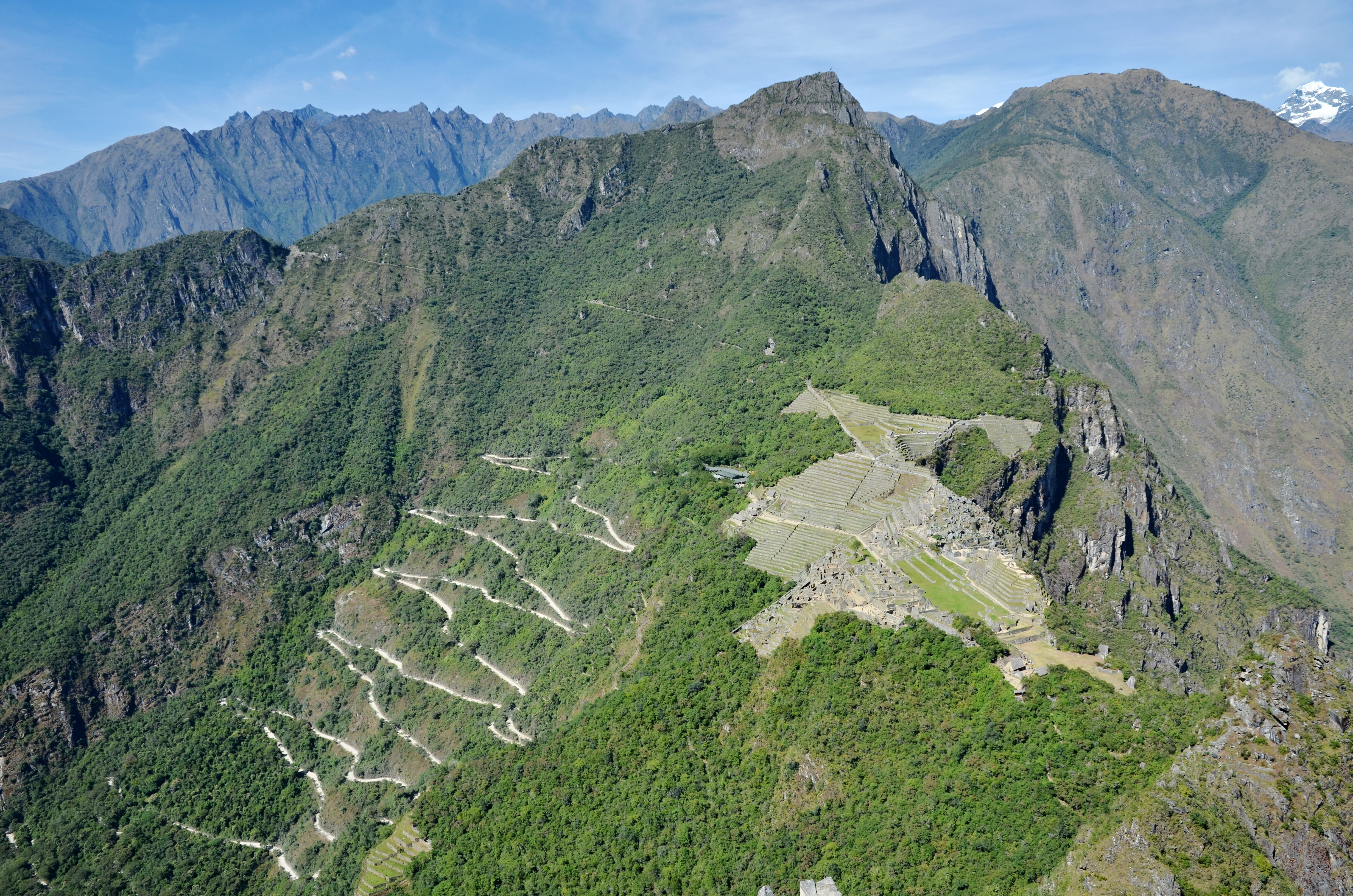
Плато Мачу-Пикчу и серпантин к нему

Мачу-Пикчу, особенно после получения статуса Всемирного Наследия ЮНЕСКО, стал местом, привлекающим туристов со всего мира (в 2024 году место посетило около 1,5 млн человек). В 2011 году было принято решение ограничить количество посетителей. По новым правилам только 2500 туристов в день могут посетить Мачу-Пикчу, из них не более 400 человек могут подняться на гору Уайна-Пикчу, являющуюся частью археологического комплекса. 
Мачу-Пикчу находится в труднодоступной местности. Для поддержки туризма были построена железная дорога до соседнего города Агуас-Кальентес из Куско через Ольянтайтамбо, от Ольянтайтамбо ходит более десяти поездов в день. От железнодорожной станции Агуас-Кальентес до Мачу-Пикчу ходит автобус, который преодолевает восемь километров крутого подъёма по серпантину. ЮНЕСКО выступило против строительства канатной дороги, чтобы ограничить потоки туристов. В результате землетрясения 2004 года участок железной дороги сильно пострадал, но был восстановлен.
В январе 2010 года из-за сильнейших дождей, размывших дороги, более 2000 местных жителей и более 2000 туристов не могли покинуть Агуас-Кальентес. Людей удалось вывезти с помощью вертолётов, а Мачу-Пикчу был временно закрыт до 1 апреля 2010 года.
Сохранилась первоначальная тропа инков до Мачу-Пикчу вдоль реки Урубамба через несколько перевалов, поход по которой требует нескольких дней.